# Leucania rufa
Leucania rufa är en fjärilsart som beskrevs av Tutt 1891. Leucania rufa ingår i släktet Leucania och familjen nattflyn. Inga underarter finns listade i Catalogue of Life.